# Jessica Hardy
Jessica Adele Hardy (Orange, 12 marzo 1987) è un'ex nuotatrice statunitense, specializzata nella rana e nelle staffette.
Nel 2008 non poté partecipare alle Olimpiadi di Pechino a causa di una sospensione di due anni, poi ridotto a uno, per doping.

## Palmarès
- Olimpiadi

Londra 2012: oro nella 4x100m misti e bronzo nella 4x100m sl.
- Mondiali

Montreal 2005: argento nei 50m rana, nei 100m rana e nella 4x100m misti.
Melbourne 2007: oro nei 50m rana e argento nella 4x100m misti.
Shanghai 2011: oro nei 50m rana e argento nella 4x100m sl.
Barcellona 2013: oro nella 4x100m misti e bronzo nei 50m rana e nei 100m rana.
- Mondiali in vasca corta

Shanghai 2006: argento nella 4x100m misti e bronzo nei 50m rana.
Manchester 2008: oro nei 50m rana, nei 100m rana e nella 4x100m misti.
Dubai 2010: argento nella 4x100m sl e nella 4x100m misti.
Istanbul 2012: oro nella 4x100m sl e bronzo nella 4x100m misti.
- Giochi PanPacifici

Victoria 2006: oro nella 4x100m misti.
Irvine 2010: oro nei 50m rana, nei 50m sl, nella 4x100m sl e nella 4x100m misti.
Gold Coast 2014: oro nei 100m rana e argento nella 4x100m misti.
- Vincitrice della Coppa del Mondo nel 2009